# Concert per a trompa núm. 1 (Mozart)
El Concert per a trompa núm. 1 en Re major, K. 412, també catalogat com a K. 386b, és una obra composta per Wolfgang Amadeus Mozart l’any 1791, l’últim any de la seva vida. Malgrat ser conegut com el primer'¡ concert per a trompa, en realitat és l’últim que va escriure dins d’aquest gènere. Aquest concert destaca per la seva estructura inusualment breu —només dos moviments— i per la seva simplicitat tècnica, molt inferior als altres tres concerts per a aquest instrument que Mozart va compondre.
Aquesta senzillesa s’ha interpretat sovint com un gest de consideració cap a Joseph Leitgeb, un vell amic de Mozart i reputat trompista, que ja era d’edat avançada i potser no disposava de la mateixa destresa tècnica que en la seva joventut.
Aquest concert és també l’únic dels quatre per a trompa de Mozart escrit en la tonalitat de Re major (els altres tres són en Mi♭ major) i un dels dos que inclou fagots (juntament amb el K. 447), tot i que aquests tenen un paper molt menor, especialment al primer moviment.

## Instrumentació del concert
Aquest concert està escrit per a un conjunt orquestral reduït però típic de l’època clàssica, amb l’objectiu de donar protagonisme absolut a la trompa solista, tot i mantenir un diàleg viu amb l’orquestra.

### Solista→Trompa naturalen Re
- La trompa utilitzada a l’època era natural, és a dir, sense vàlvules.
- El músic havia de canviar les tonalitats mitjançant embocadura, pressió d’aire i posició de la mà dins del pavelló (tècnica anomenada hand-stopping).
- Aquesta limitació influí en la manera de compondre el concert: Mozart adapta la línia melòdica a les notes disponibles en el sistema natural.

### Orquestra

#### Fustes
- 2 oboès:
  - Aporten brillantor i contrast tímbric.
  - Sovint reforcen l’harmonia o dialoguen breument amb la trompa.
- 2 fagots (opcionals, segons l’edició):
  - Són més actius al segon moviment.
  - Afegeixen cos i profunditat al baix continu i aporten color orquestral.

#### Metalls:
- 2 trompes addicionals (acompanyants):
  - Sovint reforcen l’harmonia, doblant notes del solista o del conjunt.
  - S’utilitzen per crear un efecte de cor de trompes, molt estimat a l’estil caçador o pastoral de l’època.

#### Cordes:
- Violins I i II
- Violes
- Violoncels
- Contrabaixos
  - Formen el nucli de l’acompanyament harmònic i rítmic.
  - Proporcionen el suport sobre el qual la trompa pot destacar.

## Moviments

### 1r moviment, Allegro
El primer moviment del Concert per a trompa núm. 1 en Re major, K. 412, de Mozart porta el títol Allegro i, com és habitual en els concerts clàssics, està escrit en forma de sonata. La forma de sonata clàssica se sol dividir en tres grans seccions:
Exposició:
Presentació de dos temes principals:
1. Tema principal (en Re major): de caràcter brillant i clar, sovint presentat per l’orquestra abans que entri el solista.
2. Tema secundari (normalment en la tonalitat dominant, La major): més líric i contrastat.

En aquesta exposició, la trompa presenta el material temàtic després de la introducció orquestral
Desenvolupament:
1. Secció curta en aquest concert.
2. Es treballa motívicament el material temàtic.

Hi ha modulacions i exploració d'altres tonalitats, però de manera moderada, atès el caràcter senzill del concert.
Reexposició:
1. Retorn del tema principal, ara plenament reafirmat en la tonalitat original (Re major).
2. El tema secundari també torna, transposat a la tonalitat principal per mantenir la coherència tonal.

### 2n moviment,Rondeau(Allegro)
El segon moviment és un Rondó, una forma molt utilitzada per Mozart en finals de concerts i sonates, caracteritzada per la repetició d’un tema principal (A) que alterna amb episodis contrastants (B, C, etc.).
La forma exacta d’aquest moviment és aproximadament: A – B – A – C – A – B – A.
- Tema A (Re major): Alegre, bufó i lleuger. La trompa presenta una melodia rítmicament viva en compàs 6/8, típica d’un estil de caça o pastoral. Aquesta secció reapareix diverses vegades de manera reconeixible
- Episodis B i C: Contrastants en tonalitat i caràcter, introduïts per l’orquestra i desenvolupats pel solista. El material d’aquests episodis és més líric o imitatiu, però sempre manté un to juganer.

El moviment té una estructura oberta i lúdica, amb interaccions còmico-dramàtiques, Aquest moviment conté una curiositat notable: la partitura autògrafa està plena de comentaris humorístics i burlescos, probablement dirigits a Leitgeb. S’hi poden llegir frases com: Per a tu, senyor Ruc, Pren-te un respir!, Però toca almenys una nota, inútil! o Oh, dolor en els collons!, Ets un complet porc! o Ah! Bravo, bravo, visca, que reflecteixen el to còmic i desenfadat que Mozart podia tenir amb els seus amics.
El musicòleg Maynard Solomon ha interpretat aquestes anotacions com una espècie de paròdia grotesca d’una trobada sexual, tot i que no hi ha consens sobre aquesta lectura.
Finalment, el musicòleg Alan Tyson ha suggerit que el segon moviment podria haver estat conclòs per Franz Xaver Süssmayr, deixeble de Mozart, ja que es va trobar la data 1792 escrita en la partitura, un any després de la mort del compositor.